# Gallieniella mygaloides
Gallieniella mygaloides és una espècie d'aranya araneomorfa de la família dels gal·lienièl·lids (Gallieniellidae). Fou descrita per primera vegada l'any 1947 per Millot. Aquesta espècie és endèmica de Madagascar.
El mascle descrit per Platnick l'any 1984 feia 4,37 mm i la femella 5,11 mm.